# Ciência da Web
A ciência da Web é um campo interdisciplinar emergente, preocupado com o estudo de sistemas sociotécnicos em grande escala, particularmente a World Wide Web. Considera a relação entre as pessoas e a tecnologia, as formas como a sociedade e a tecnologia se co-constituem e o impacto desta co-constituição na sociedade em geral. A ciência da Web combina pesquisas de disciplinas tão diversas quanto sociologia, ciência da computação, economia e matemática.
Uma definição anterior de 2007 foi dada pelo cientista da computação americano Ben Shneiderman: "Web Science" está processando as informações disponíveis na web em termos semelhantes aos aplicados ao ambiente natural.